# Konrad Emil Bloch
Konrad Emil Bloch (Nysa, 21 gennaio 1912 – Lexington, 15 ottobre 2000) è stato un biochimico tedesco naturalizzato statunitense, vincitore del Premio Nobel per la medicina, nel 1964.

## Biografia
Nato a Nysa, città della Polonia sud-occidentale appartenente alla provincia tedesca della Slesia, dal 1930 al 1934 fu studente di chimica all'Università Tecnica di Monaco. A causa della persecuzione nazista degli ebrei, nel 1934, si trasferì in Svizzera, presso la Schweizerische Forschungsinstitut di Davos e due anni dopo espatriò negli Stati Uniti, dove entrò nel dipartimento di biochimica della scuola medica dell'Università di Yale.
Successivamente Bloch entrò alla Columbia University per conseguire il dottorato di ricerca in biochimica nel 1938; da qui passò prima all'Università di Chicago e poi all'Università di Harvard come Higgins Professor di biochimica nel 1954 sino al suo ritiro nel 1982.
Nel 1964 Bloch vinse il Premio Nobel in medicina, assieme a Feodor Lynen, per le ricerche compiute sui meccanismi di regolazione del colesterolo e degli acidi grassi nell'organismo.
Nel 1985 fu nominato membro della Royal Society. Morì, all'età di 88 anni, in seguito ad una insufficienza cardiaca a Lexington, Massachusetts.